# 다카포 (음악 그룹)
다카포는 대한민국의 아카펠라 그룹이다. 2016년 싱글 《Don't Let Me Down》으로 데뷔했다.

## 음반
- Don't Let Me Down (2016)
- 신입사관 구해령 (MBC 수목드라마) OST Special (2019)
- Into The Dark (2021)
- Nostalgia (2021)
- Sunday Morning Polka (2021)
- Funny Step (2021)
- MEMORY (2022)

## 작곡/편곡
- 다카포 <THE SECRET PLACE IN YOUR HEART> (2019)
- 다카포 <RUN> (2019)